# Epona

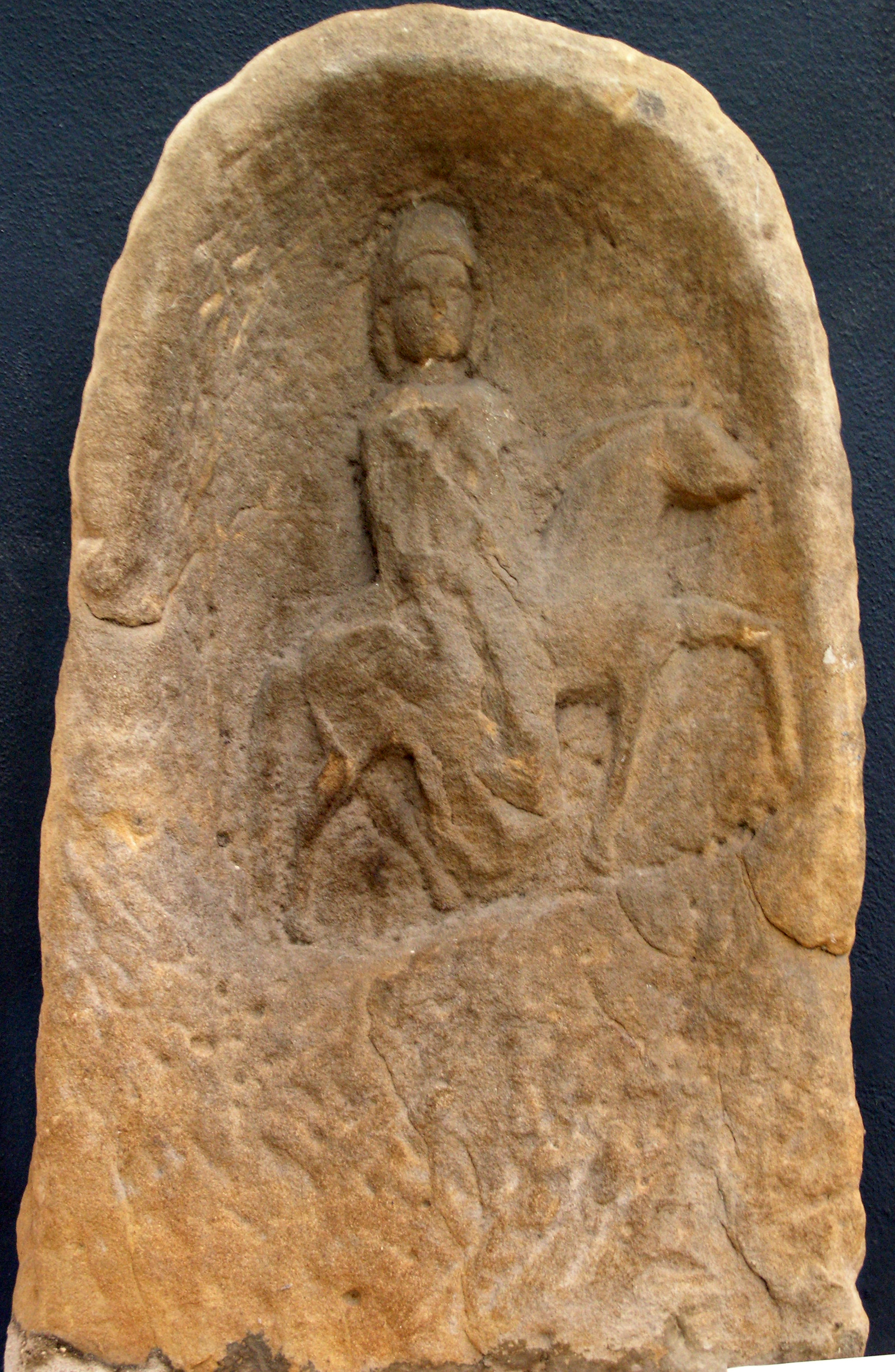
Estela galorromana del encontrada en Freyming, Mosela, Francia.

Epona o Épona es la diosa celta de los caballos, de la fertilidad y de la naturaleza, asociada con el agua, la curación y la muerte indistintamente, comparable a la Cibeles grecorromana.
Es original de la mitología gala, y en Irlanda se le conoce como Edain. Su equivalente en la mitología galesa es Rhiannon, esposa de Pwyll, obligada a llevar a las visitas de su marido en forma de yegua hasta el interior del palacio. Asimismo es conocida como Rosette. Su asociación con la muerte se debe a la antigua creencia céltica de que los caballos eran guías de las almas, de uno al otro mundo. A veces, también por esta asociación se la representa con una llave, un mapa o un plano, para guiar a los muertos hacia el más allá.
Se la representa sentada a lomos de un caballo, de pie en medio de una manada de caballos o alimentando a los potros, y en la Galia a veces como una ninfa acuática u ondina. Su atuendo es de largos ropajes, cubierta con un manto sobre la cabeza y una diadema, aunque a veces puede ir desnuda. El nombre Epona deriva de la palabra céltica Epos, caballo, y fue identificada con la deidad Iccona. Puede tomar aspecto de yegua. Sus atributos principales son una pátera (un cuenco de poco fondo que se usaba en los sacrificios antiguos para ofrecer libaciones), cestas de fruta o cereal y la Cornucopia o cuerno de la abundancia entre las manos, posiblemente un añadido romano a su iconografía. 
Su culto se extendió desde Roma hasta el Danubio, particularmente en la Galia, Tracia, Panonia, Dacia, Renania, Bretaña, Dalmacia y Roma. 

## En la península ibérica
También en España era venerada la diosa Epona, como lo atestigua una inscripción existente en la portada de la iglesia de Paramio de Zamora en la que puede leerse: "... DVERIA EPPONE RITIS", posiblemente del s. II de nuestra era, y que podría hacer referencia a las aportaciones que debía hacer la gente de las tierras del Duero para sufragar los ritos en honor a la diosa. Esta inscripción tiene la particularidad de que presenta el nombre de la diosa con doble P, lo que no sucede con otras inscripciones en la península ibérica. También se encuentra documentado como Epona en Lara de los Infantes, Burgos, y en la forma Epane entre el antiguo pueblo cántabro según se atestiguó en el Monte Bernorio de Palencia.

## Popularidad entre los romanos
Se convirtió en la deidad preferida de la caballería romana, y de hecho se conocen monedas en las que se muestra a la diosa con cabeza de caballo e imágenes suyas que adornaban las caballerizas y los establos. Además de ser venerada en el ejército, era una divinidad doméstica, como diosa de la abundancia o la prosperidad.

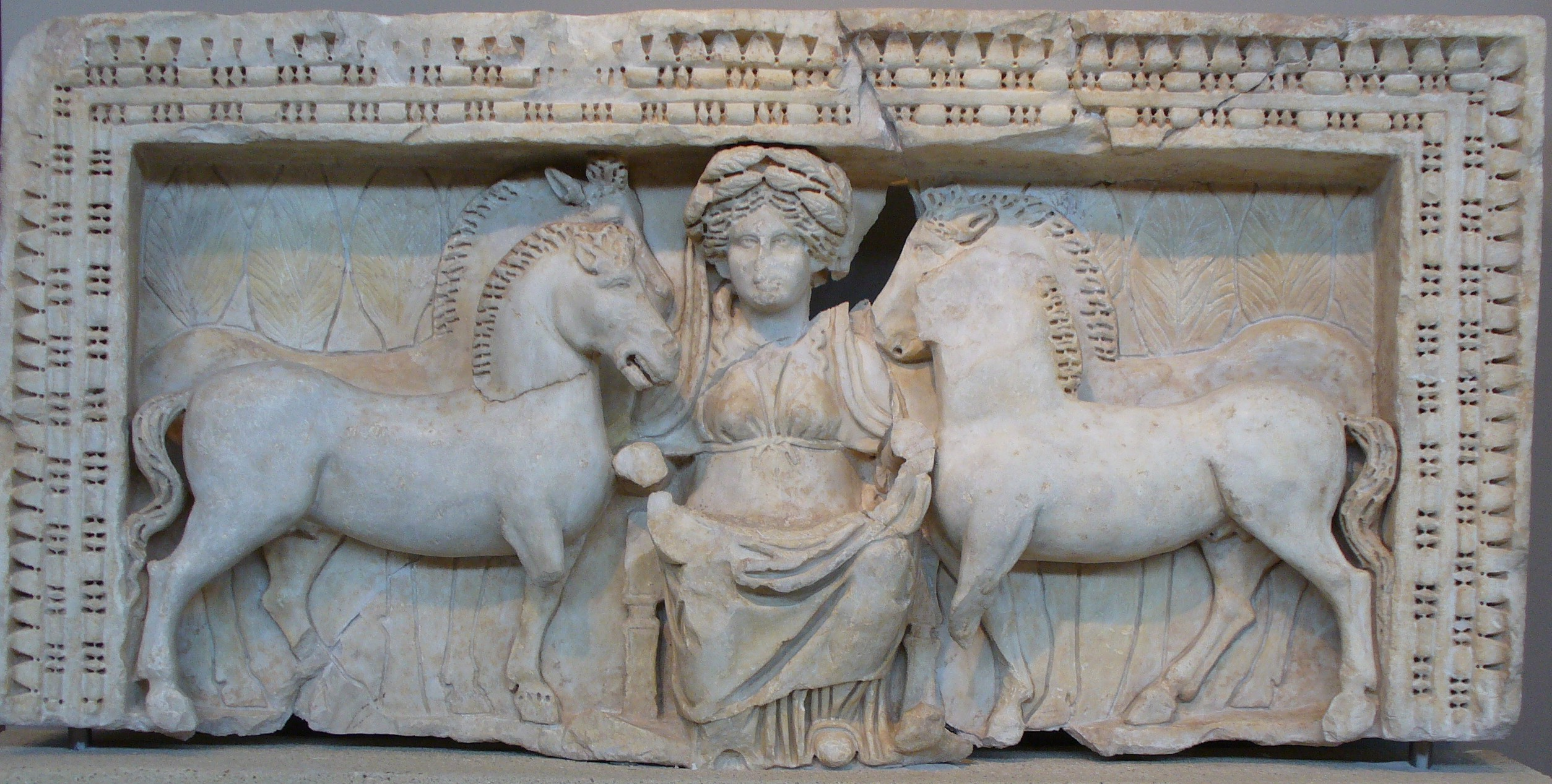
Epona Salonica601 ArchMus

Fue la única diosa gala integrada dentro del panteón romano. Existía un festival en su honor el 18 de diciembre, en la propia Roma.

## En la cultura popular

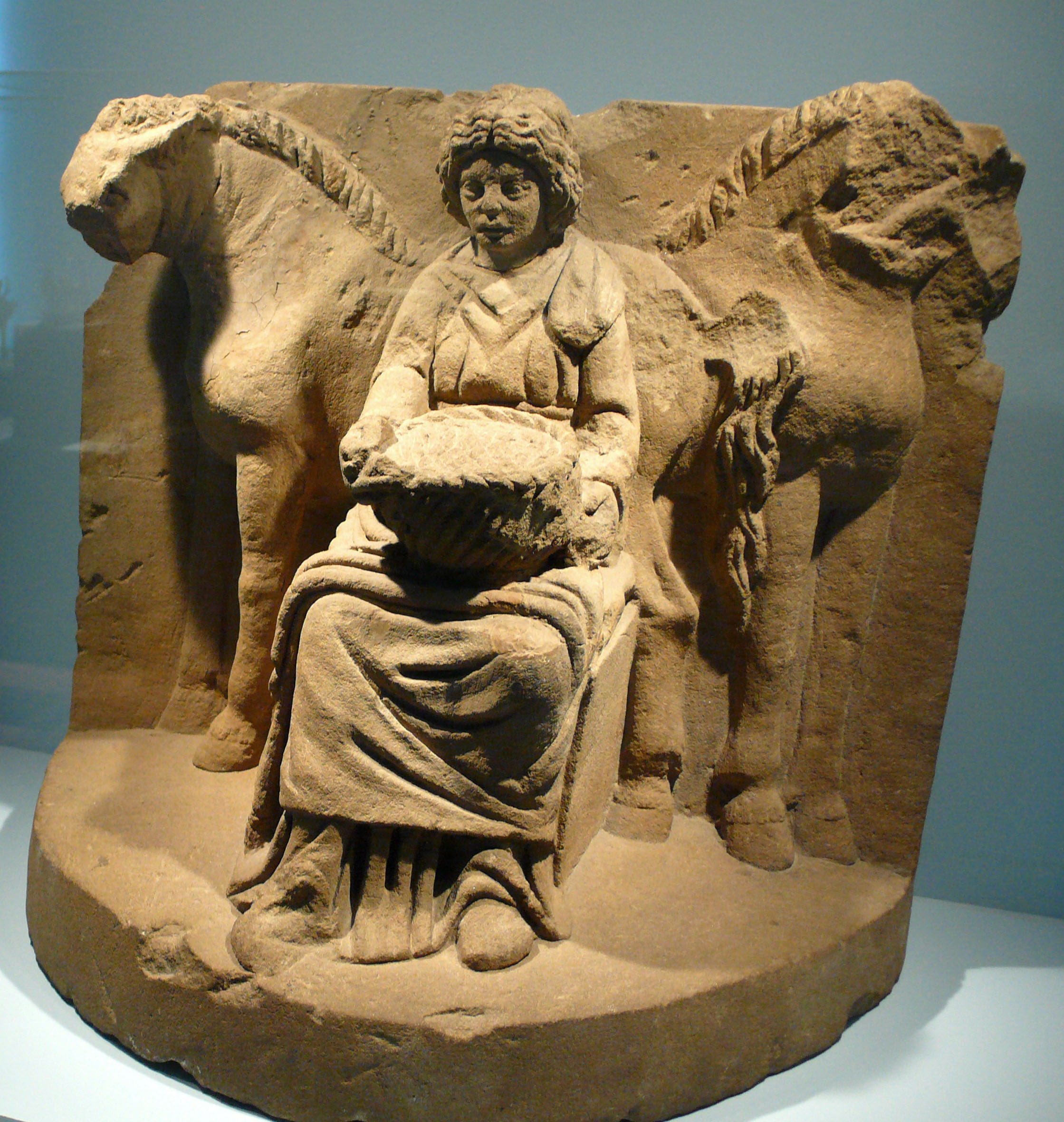
Epona representada junto a dos caballos y con un cesto de frutos en el regazo (Alemania, c. 200 d. C.)

Epona ha realizado varias apariciones en la cultura popular moderna, con referencias a ella en videojuegos, o canciones donde se le menciona y narran historias ligadas a su mito:
- En la saga de videojuego The Legend of Zelda el personaje protagonista suele utilizar para viajar una yegua llamada Epona. Hace su aparición en The Legend of Zelda: Ocarina of Time, The Legend of Zelda: Majora's Mask, The Legend of Zelda: Twilight Princess, The Legend of Zelda: Breath of the Wild y The Legend of Zelda: Tears of The Kingdom. Estos dos últimos mediante Amiibo.

- La canción «A Rose for Epona» de la banda de folk metal Eluveitie cuenta la historia de una mujer que pide ayuda a la diosa por la guerra de las Galias. Lanzaron después una canción titulada "Epona" como parte de su nuevo álbum, en la que ensalzan la figura de esta llamativa diosa.

- La canción "Las crines de Epona" de la banda de folk metal Salduie, perteneciente a su álbum Viros Veramos, habla de la historia de un caballo nombrado por la diosa, y su jinete.